# Salix dalungensis
Salix dalungensis — вид квіткових рослин із родини вербових (Salicaceae).

## Морфологічна характеристика
Це дерево до 5 метрів заввишки. Гілочки темно-фіолетові, з піднятими вузлами, в молодості густо запушені. Листкова ніжка 8 мм, запушена; листкова пластинка еліптична, 40–50 × 14–20 мм, абаксіально (низ) щільно коротко шовковисті, згодом майже гола, адаксіально волосиста чи волосиста лише вздовж жилок, край цільний, верхівка тупа або заокруглена, рідко гоструватий. Жіночі сережки ≈ 2 см × 3 мм, густоквіті.

## Середовище проживання
Ендемік Тибету. Населяє гірські схили, оброблені місця; на висотах ≈ 4400 метрів.